# The Braxtons
A The Braxtons az 1990-es évek amerikai R&B-lányegyüttese, amelyet 1989-ben alapított öt Braxton-testvér: Toni, Tamar, Trina, Towanda és Traci.
Először az Arista Recordshoz szerződtek le, ahol megjelentették első kislemezüket, a Good Life-ot. (A dal hallható Toni The Essential Toni Braxton című válogatásalbumán bónuszszámként.) A Good Life nem aratott sikert, és a kiadó megvált az együttestől, de a legidősebb lánytestvérre, Tonira felfigyelt Antonio „L.A.” Reid és Kenneth „Babyface” Edmonds, akik épp ekkor alapították meg a LaFace Recordsot. Az egész együttest nem akarták leszerződtetni, mert már volt egy lánycsapatuk, a TLC, de szólóénekesnőt szerettek volna. Reid és Babyface leszerződtették Tonit a kiadójukhoz, és az együttes feloszlott.
1996-ban hárman, Trina, Tamar és Towanda újraalapították a The Braxtonst, és az Atlantic Recordsnál megjelentették első és egyetlen albumukat, a So Many Wayst. Traci terhessége miatt nem énekelhetett velük. Ezután Tamar is szólókarrierbe kezdett, és az együttes feloszlott.
Trina 2004-ben szerepelt Tyler Perry Meet the Browns című színdarabjában, Tracy Stevens szerepében. Towanda megjelent a Starting Over valóságshow második évadjában.

## Diszkográfia
Albumok
- So Many Ways (1996) #113 (USA), #26 (USA R&B)

Kislemezek
- Good Life (1990) - #79 (USA R&B)
- So Many Ways (1997) - #32 (Egyesült Királyság)[1]
- Only Love (1997)
- The Boss (1997) - #1 (USA Dance), #31 (Egyesült Királyság)[1]
- Slow Flow (1997) - #26 (Egyesült Királyság)[1]